# Necremnus taigensis
Necremnus taigensis är en stekelart som beskrevs av Storozheva 1995. Necremnus taigensis ingår i släktet Necremnus och familjen finglanssteklar. Inga underarter finns listade i Catalogue of Life.